# Olbiogaster fulvithorax
Olbiogaster fulvithorax är en tvåvingeart som beskrevs av Edwards 1928. Olbiogaster fulvithorax ingår i släktet Olbiogaster och familjen fönstermyggor. Inga underarter finns listade i Catalogue of Life.